# PEA15
PEA15 (англ. Phosphoprotein enriched in astrocytes 15) – білок, який кодується однойменним геном, розташованим у людей на короткому плечі 1-ї хромосоми.  Довжина поліпептидного ланцюга білка становить 130 амінокислот, а молекулярна маса — 15 040.
| 10         |  | 20         |  | 30         |  | 40         |  | 50         |
| ---------- |  | ---------- |  | ---------- |  | ---------- |  | ---------- |
| MAEYGTLLQD |  | LTNNITLEDL |  | EQLKSACKED |  | IPSEKSEEIT |  | TGSAWFSFLE |
| SHNKLDKDNL |  | SYIEHIFEIS |  | RRPDLLTMVV |  | DYRTRVLKIS |  | EEDELDTKLT |
| RIPSAKKYKD |  | IIRQPSEEEI |  | IKLAPPPKKA |  |            |  |            |

A: Аланін

C: Цистеїн

D: Аспарагінова кислота

E: Глутамінова кислота

F: Фенілаланін

G: Гліцин

H: Гістидин

I: Ізолейцин

K: Лізин

L: Лейцин

M: Метіонін

N: Аспарагін

P: Пролін

Q: Глутамін

R: Аргінін

S: Серин

T: Треонін

V: Валін

W: Триптофан

Кодований геном білок за функцією належить до фосфопротеїнів. 
Задіяний у таких біологічних процесах як апоптоз, транспорт. 
Локалізований у цитоплазмі.